# Lauf an der Pegnitz
Lauf an der Pegnitz település Németországban, azon belül Bajorországban. Lakosainak száma 26 413 fő (2023. december 31.).

## Népesség
A település népessége az elmúlt években az alábbi módon változott:
| Lakosok száma | 3171 | 10 412 | 19 443 | 22 371 | 25 912 | 26 122 | 26 378 | 26 571 | 26 387 | 26 413 |
|               | 1875 | 1950   | 1975   | 1987   | 2012   | 2014   | 2016   | 2017   | 2021   | 2023   |

## Városrészek
| - Beerbach - Bullach - Dehnberg - Egelsee - Gaisreuth - Günthersbühl - Heuchling - Höflas - Hub - Kohlschlag - Kotzenhof | - Kuhnhof - Lauf (links der Pegnitz) - Lauf (rechts der Pegnitz) - Letten - Nessenmühle - Neunhof - Nuschelberg - Oedenberg - Rudolfshof - Schönberg - Seiboldshof | - Simmelberg - Simonshofen - St. Kunigunda - Steinbruch (Neubaugebiet) - Tauchersreuth - Veldershof - Vogelhof - Weigenhofen - Wetzendorf - Ziegelhütte |

## Politika

### Önkormányzat
Polgármester: Benedikt Bisping (Szövetség ’90/Zöldek)
30fő, ebből
- 11 CSU
- 7 SPD
- 5 Szövetség ’90/Zöldek
- 6 Független
- 1 FDP

## Lauf testvérvárosai
- Brive-la-Gaillarde,  Franciaország
- Nyköping,  Svédország

## Galéria

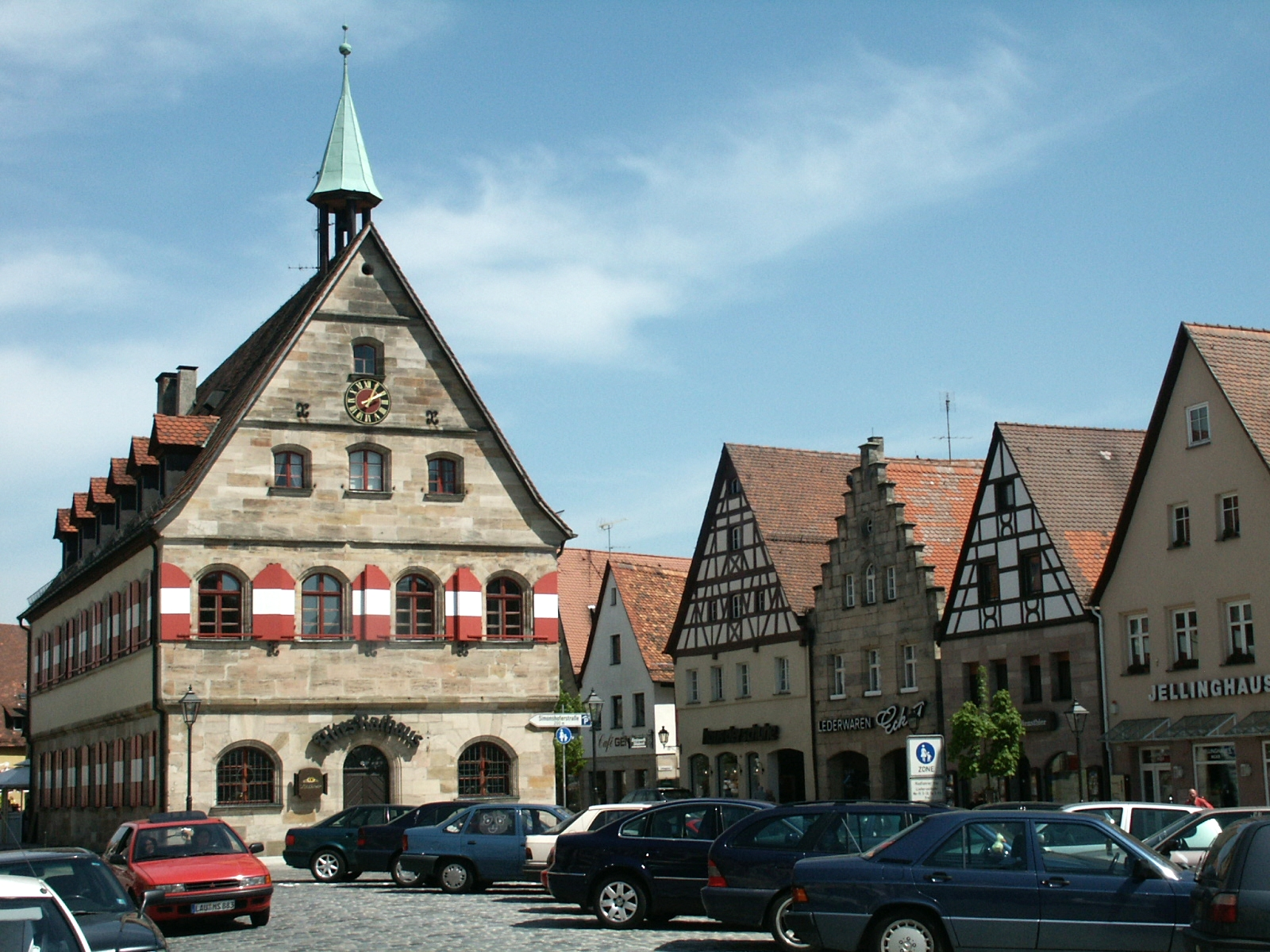
A regi tanácsház a piactéren
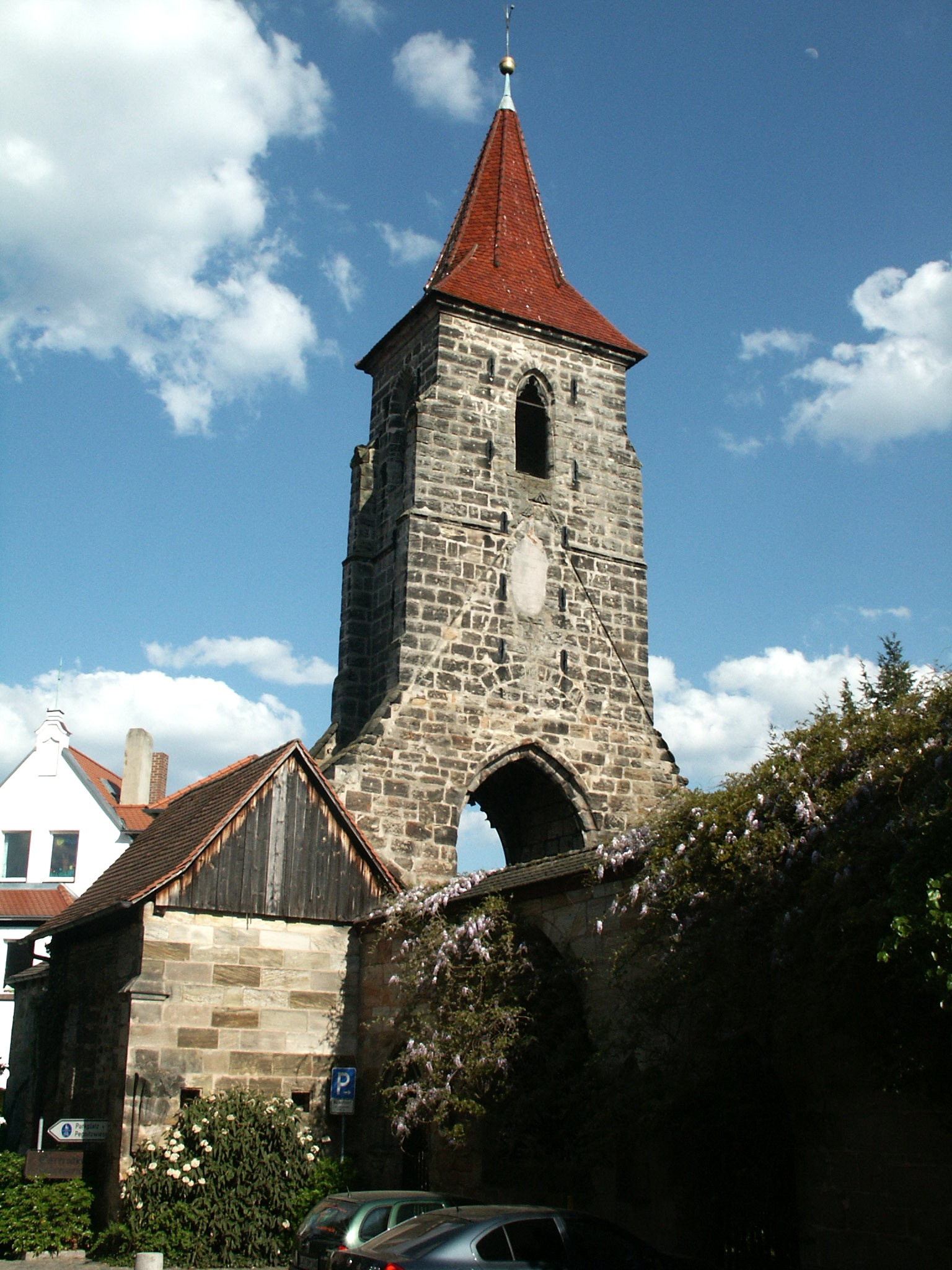
A Sankt-Leonhards-templom tornya
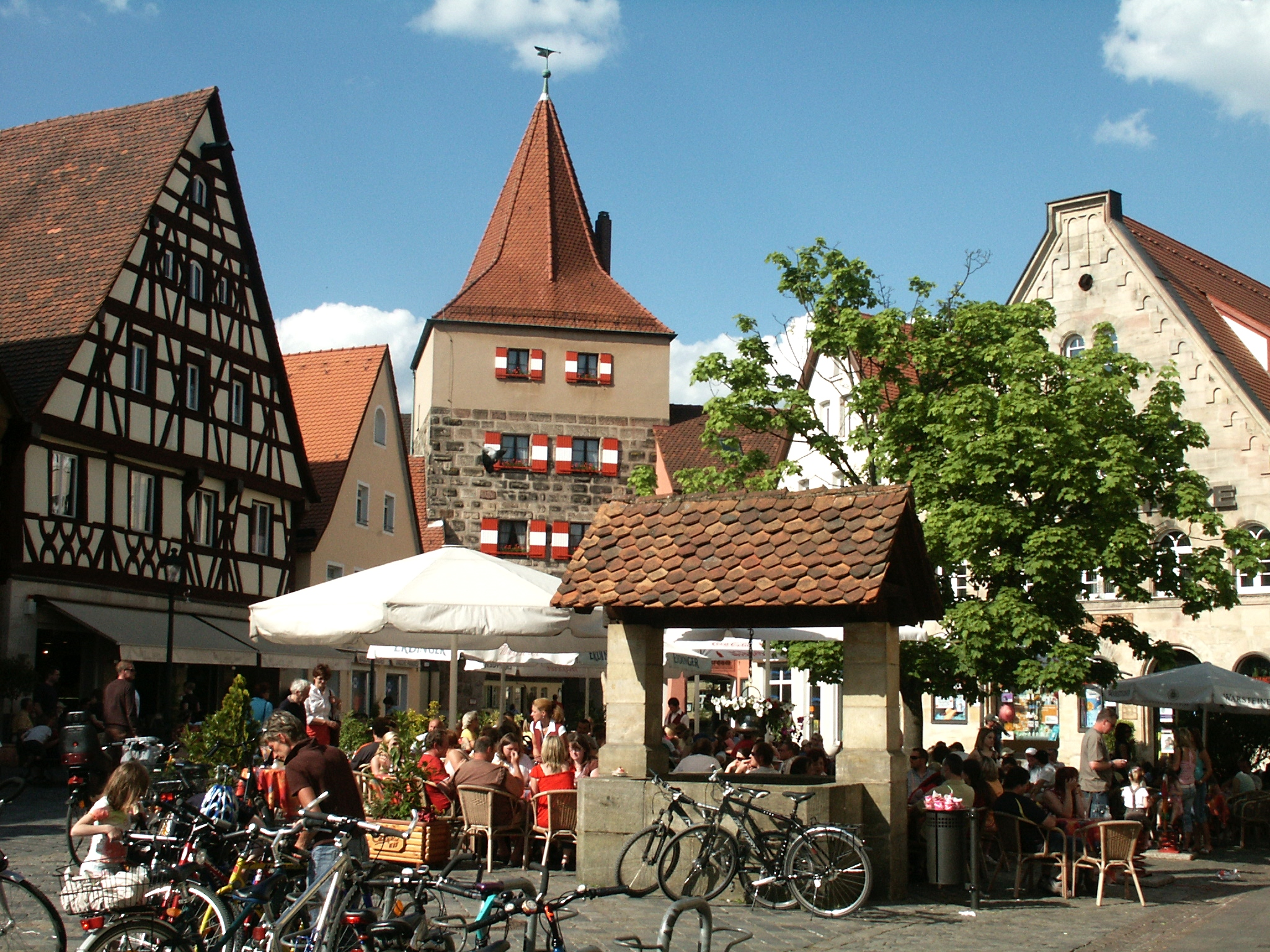
A piactér a hersbrucki kapunál
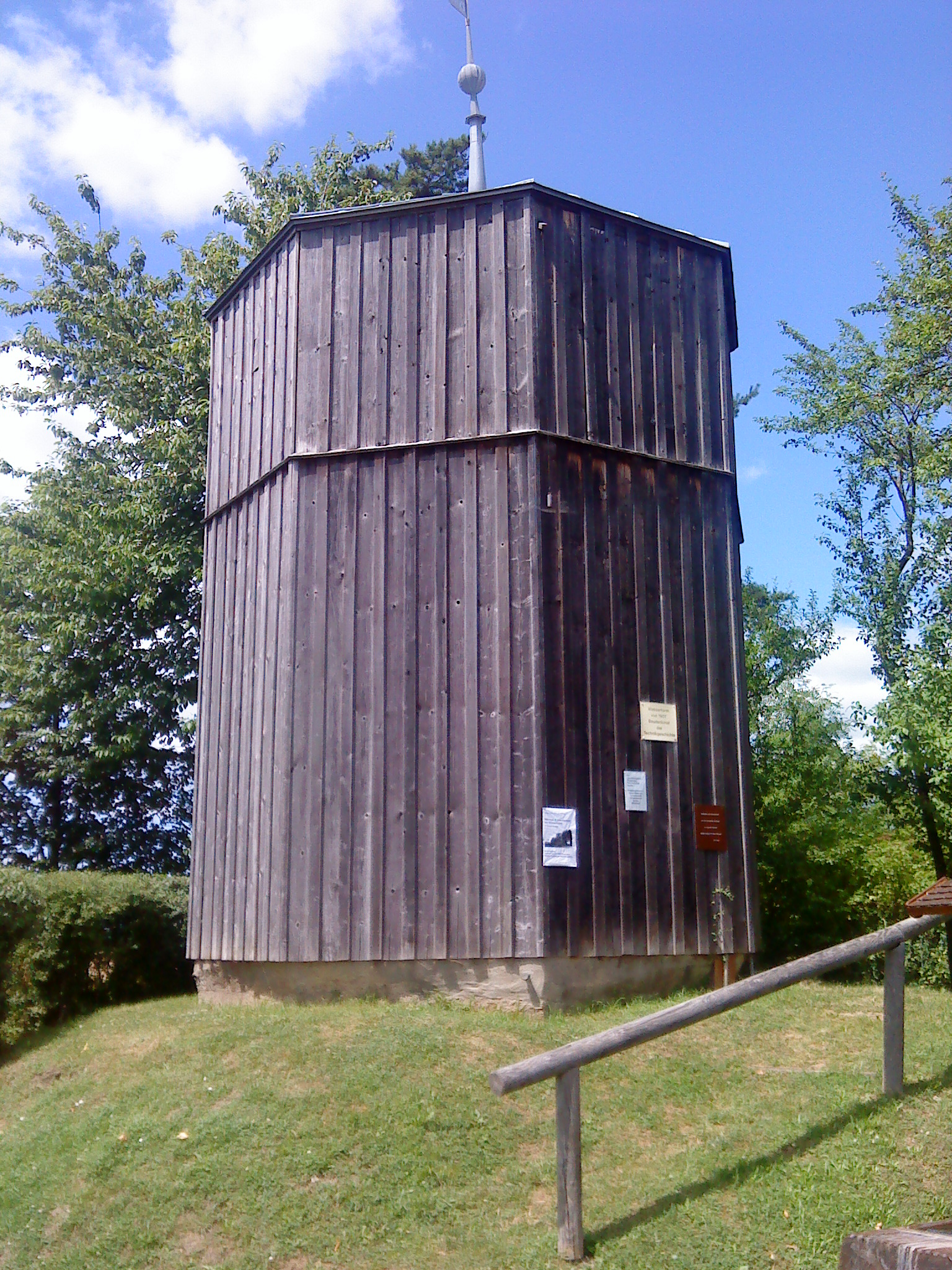
A régi víztartály Tauchersreuthban
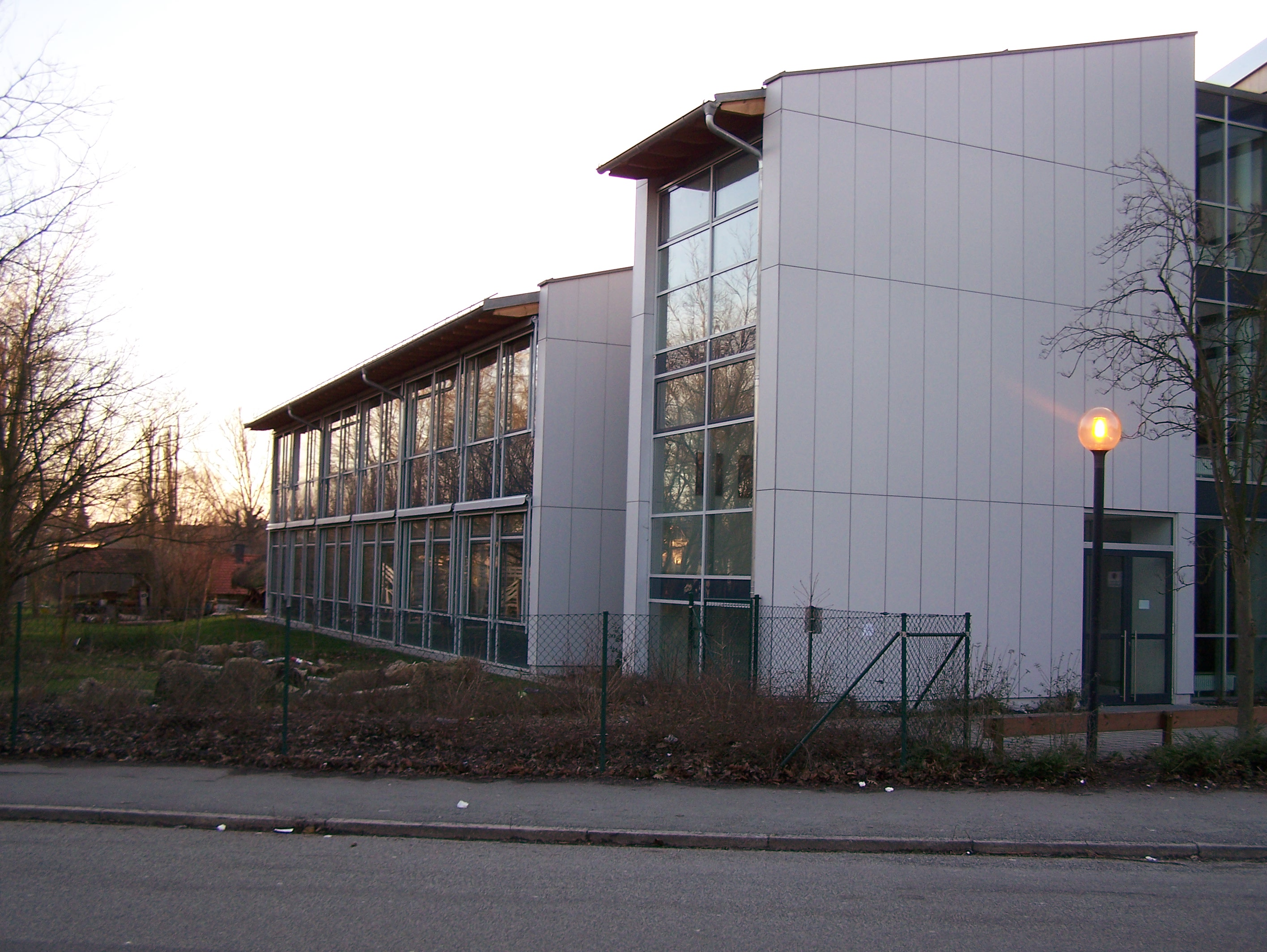
Christoph-Jacob-Treu-gimnázium